# Mano (Einheit)
Der Mano, auch Mao, war eine portugiesische Mengeneinheit für Papier und kann mit „Hand“ übersetzt werden. Es war eine kleinere Einheit dem Ries gegenüber. Das Maß kam beim Papierhandel zum Einsatz.
Das Papier wurde in Ballen von 32 Ries verpackt. 1 Ries hatte 17 Manos plus 3 Bogen
- 1 Mano = 5 Cadernos = 25 Bogen
- 1 Caderno = 1 Lage = 5 Bogen
- 1 Ries = 428 Bogen

Ein sogenanntes Doppelries war nur etwa 1 Mano größer als das Ries. Der Mano selbst hatte hier eine veränderte Anzahl von Lagen, und so hatte exakt
- 1 Doppelries = 18 Manos plus 2 Bogen = 434 Bogen
- 1 Mano = 4 Cadernos pro 6 Bogen = 24 Bogen